# Беренс, Александр Иванович
Александр Иванович Беренс (1825—1888) — российский педагог, заслуженный профессор военной истории и стратегии Николаевской академии Генерального штаба; генерал-лейтенант, член Военного учёного комитета Главного штаба и публицист.

## Биография
Александр Беренс родился в 1825 году; происходил из дворян Новгородской губернии. Получив домашнее образование, Беренс начал службу в 1842 году юнкером в лейб-гвардии Уланском Его Императорского Высочества Михаила Павловича полку, три года спустя был произведен в офицеры, а в 1851 году поступил в Николаевскую академию Генерального штаба, которую успешно окончил в 1853 году. 
В 1854 году А. И. Беренс был переведен штабс-капитаном в Генеральный штаб, а в 1855 году удостоен звания адъюнкта академии генерального штаба по кафедре военной истории и стратегии. Получив вслед за тем командировку за границу для ближайшего изучения военной статистики и других военных наук, Беренс воспользовался своим пребыванием в Алжирии и составил обширное военно-статистическое описание этой страны, под заглавием «Кабилия в 1857 году» («Военный Сборник», 1858). 
В 1857 году Беренс был утвержден профессором Академии по кафедре военной истории, в 1868 году произведен в генерал-майоры и в 1870 году получил почетное звание заслуженного профессора. 
Не переставая заниматься разработкой преподаваемых им дисциплин, Александр Иванович Беренс в то же время принимал деятельное участие в различных операциях главного интендантского управления, где числился чиновником для особых поручений, и в числе последних занимался исследованием сплава провианта по реке Волге, состоял членом комитета для пересмотра действующих постановлений по снабжению войск провиантом и по внутреннему хозяйству в войсках и многому другому. 
В 1864 году в «Военном сборнике» он напечатал статью «О заготовке провианта для с.-петербургских магазинов», посвященную, как и ряд других мелких заметок полемического характера, научной разработке вопроса о войсковом довольствии. Из других публикаций Беренса А. И. наиболее известны следующие: «Очерк современного состояния теории стратегии» («Военный сборник», 1862) и «Обзор известий о Русско-турецкой войне 1877—1878 гг.» (СПб., 1877 г., 3 выпуск). 
В 1875 году  генерал-майор Беренс был отчислен от Академии с назначением членом военно-ученого комитета главного штаба и в этом звании был произведен в 1883 году в генерал-лейтенанты.  
Последним военно-научным трудом Беренса было исследование: «Основные начала стратегии» («Военный сборник», 1882, № 10).
Александр Иванович Беренс скончался 17 августа 1888 года и был похоронен на кладбище Новодевичьего монастыря в Санкт-Петербурге.

## Награды
За время службы А. Беренс был удостоен наград:
- орден Святой Анны 3-й степени (1857),
- орден Святого Станислава 2-й степени (1860),
- орден Святой Анны 2-й степени (1865),
- орден Святого Владимира 4-й степени (1867),
- орден Святого Владимира 3-й степени (1871),
- орден Святого Станислава 1-й степени (1874).